# Jan de Pont
Johannes (Jan) Henricus de Pont (Tilburg, 22 februari 1915 - aldaar, 18 september 1987) was een Nederlands advocaat en zakenman.

## Opleiding en werkzaamheden
De Pont ging na zijn middelbare school in Tilburg rechten studeren aan de Universiteit van Utrecht. In 1938 werd hij te Amsterdam beëdigd tot advocaat. Tijdens de oorlog behartigde hij de belangen van Nederlanders die in Duitsland krijgsgevangen zaten. Door deze riskante werkzaamheden werd De Pont uiteindelijk in de herfst van 1944 zelf ook gearresteerd en in de gevangenis opgesloten. Tot de bevrijding zat hij vast in het Huis van Bewaring in Amsterdam.
Na de oorlog zette hij zijn expertise als advocaat vooral in met zaken en opdrachten die met rechtsherstel te maken hadden. Ook werd hem gevraagd om in 1948 deel uit te maken namens de Nederlandse regering van de delegatie die in 1948 in Batavia de onderhandelingen voerde met de voorlopige regering van Indonesië over de onafhankelijkheid. Hij was in 1949 deelnemer aan de rondetafelconferentie die van 23 augustus tot 2 november in Den Haag werd gehouden om de voorwaarden van de soevereiniteitsoverdracht van Indonesië te regelen.

## Bedrijfsleven
Als jurist werd De Pont gevraagd om adviseur of commissaris te worden van diverse bedrijven. Een van de bedrijven die hem inhuurden was AGAM, de importeur van Mercedes in Nederland. Omdat de eigenaar van het bedrijf geen opvolger had vroeg hij in 1956 of De Pont wilde gaan optreden als waarnemend directeur. In1960 nam hij het bedrijf zelf helemaal over en breidde het uit tot een landelijke onderneming met vele verkooppunten. In 1970 werd het nieuwe hoofdkantoor in Utrecht geopend. Hier richtte De Pont als een van de eerste ondernemers een kunstgalerij in.

## Kunst
Ook was De Pont betrokken bij de herstructurering en uitbreiding van de wolspinnerij Thomas de Beer in zijn geboorteplaats Tilburg. In 1987 overleed de Pont en uit zijn nalatenschap werd de stichting 'De Pont' opgericht ter stimulering van de hedendaagse kunst. De Pont liet een deel van zijn vermogen na wat ondergebracht werd in de Stichting De Pont. In het voormalige gebouw van de wolspinnerij in Tilburg werd het Museum De Pont gehuisvest dat in september 1992 geopend werd. Het voorterrein is naar hem het Meester J.H. de Pontplein genoemd. Aanvankelijk was dit deels aan het zicht onttrokken door twee bouwvallige woningen, Die zijn gesloopt en de gemeente Tilburg heeft bij het twintigjarig bestaan van het museum een opvallende entreepoort geschonken, bestaande uit meerdere geschakelde doorgangen. 